# LGV Wuhan - Canton
La ligne à grande vitesse Wuhan - Canton, ou LGV Wu-guang (chinois simplifié : 武广高速铁路 ; chinois traditionnel : 武廣高速鐵路 ; pinyin : Wu Guang Gaosu Tielu) est une ligne à grande vitesse de 922 kilomètres de long reliant Wuhan et Canton, en Chine. 
Elle constitue un tronçon de la ligne à grande vitesse Pékin - Canton (LGV Jing-guang).
Le coût total du projet a été de 100 milliards de yuans.

## Historique
Les trains à grande vitesse ont effectué des essais le 9 décembre 2009, atteignant une vitesse maximum de 394,2 km/h.
Elle est mise en service en Chine le 26 décembre 2009 de Wuhan à Canton.
Cette ligne fut la ligne de chemin de fer parcourue le plus rapidement au monde en service commercial, jusqu'en juillet 2011, avec des trains atteignant la vitesse de 350 km/h. Le meilleur temps de parcours était de 2 h 58, soit une vitesse moyenne d'environ 310 km/h (vitesse d’exploitation commerciale la plus rapide au monde). Les temps de parcours se réduisent à nouveau avec la reprise progressive de l'exploitation à 350 km/h des lignes compatibles grâce au nouveau train Fuxing CR400.

## Description
La LGV Wuhan - Canton est la seconde ligne à grande vitesse la plus longue de Chine depuis l'ouverture en 2011 de la LGV Pékin - Shanghai, avec une longueur de 922 km. C'est une voie ferrée sans ballast.

## Matériel roulant
La ligne est parcourue par des CRH2C (version la plus puissante de la série CRH2) et des CRH380A. 
Les nouveaux trains Fuxing CR sont également mis en service sur la ligne.